# Nederland op het Eurovisiesongfestival 1964

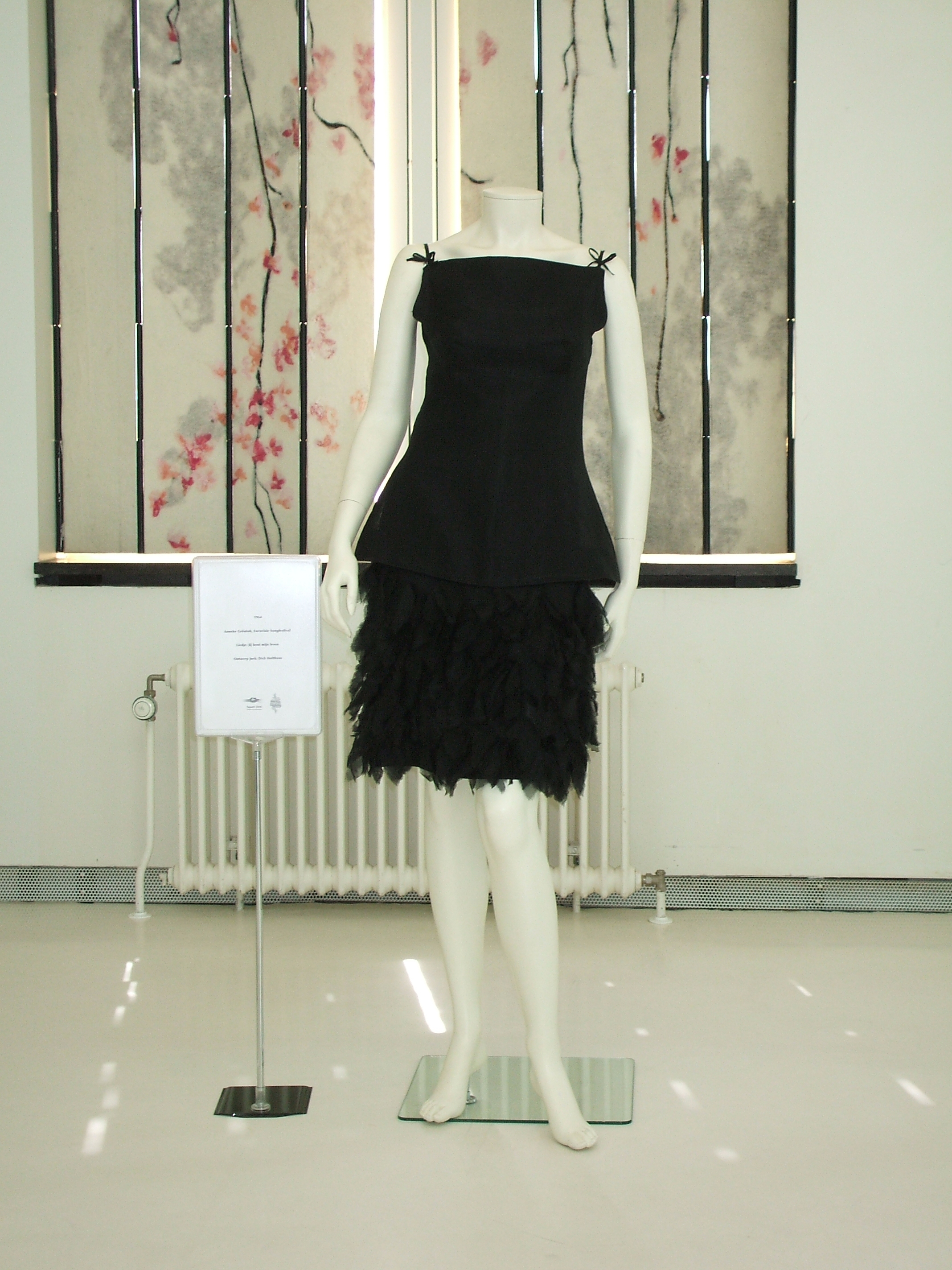
De door Grönloh tijdens het Eurovisiesongfestival gedragen jurk, ontworpen door Dick Holthaus

Nederland deed mee aan het Eurovisiesongfestival 1964, dat werd gehouden in Kopenhagen, Denemarken.

## Nationaal Songfestival 1964
In 1963 deed de NTS een oproep aan tekstschrijvers en componisten om een nummer te schrijven voor Anneke Grönloh, die het jaar erop Nederland zou gaan vertegenwoordigingen op het Eurovisiesongfestival. Na een verlengde inzendtermijn werden uit 204 ingezonden liedjes 3 nummers geselecteerd. Grönloh zong deze nummers tijdens het Nationaal Songfestival, dat werd uitgezonden door de NTS. Regionale jury's kozen voor Jij bent mijn leven, gecomponeerd en geschreven door Ted Powder en René de Vos. Het lied won de nationale finale met 159 punten.

## In Kopenhagen
Op 21 maart vond in de Tivolis Koncertsal de finale plaats met in totaal 16 deelnemende landen, waar Grönloh als tweede het podium betrad. Ze droeg een jurk van couturier Dick Holthaus, die ook vaker kleding voor haar ontwierp. Jij bent mijn leven eindigde op een gedeelde tiende plaats, samen met België. Beide landen kregen 2 punten van de internationale jury's. Winnaar werd Gigliola Cinquetti uit Italië, met het lied Non ho l'età. Grönloh kreeg voor haar optreden wel de persprijs en publieksprijs.

## Foto's

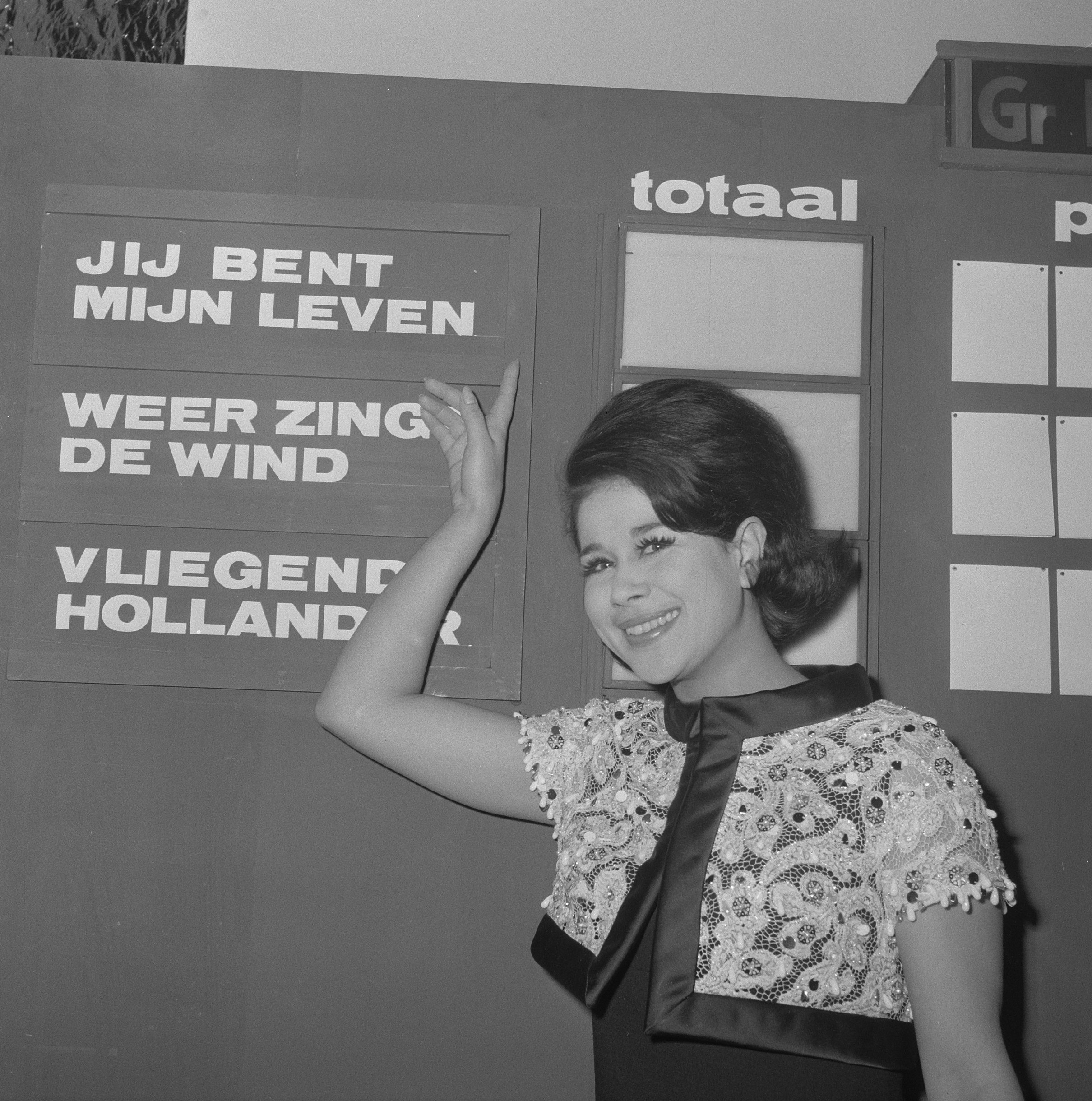
Grönloh bij het scorebord met de titels van het Nationaal Songfestival
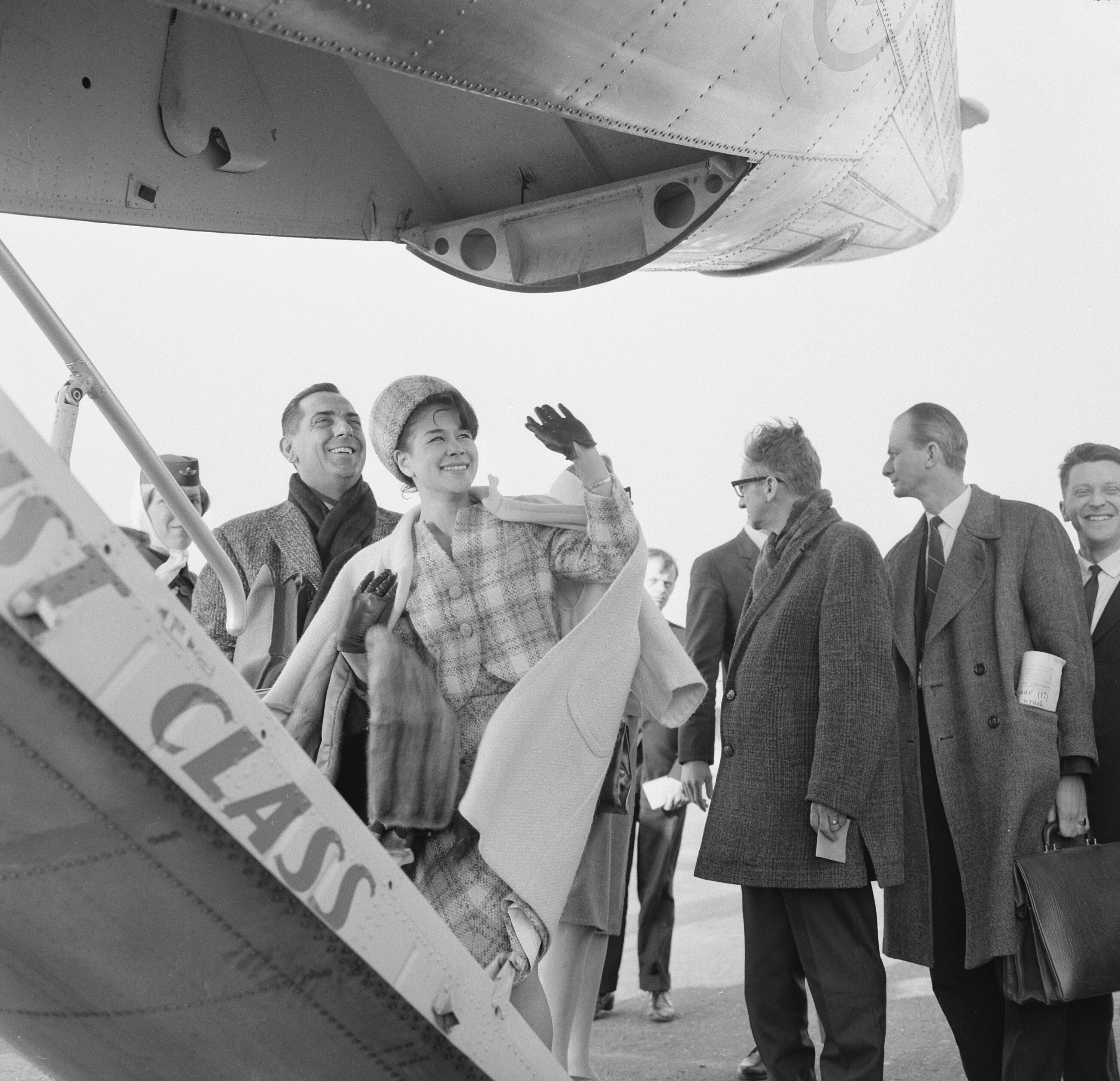
Vertrek naar Kopenhagen.

1956 · 1957 · 1958 · 1959 · 1960 · 1961 · 1962 · 1963 · 1964 · 1965 · 1966 · 1967 · 1968 · 1969 · 1970 · 1971 · 1972 · 1973 · 1974 · 1975 · 1976 · 1977 · 1978 · 1979 · 1980 · 1981 · 1982 · 1983 · 1984 · 1985 · 1986 · 1987 · 1988 · 1989 · 1990 · 1991 · 1992 · 1993 · 1994 · 1995 · 1996 · 1997 · 1998 · 1999 · 2000 · 2001 · 2002 · 2003 · 2004 · 2005 · 2006 · 2007 · 2008 · 2009 · 2010 · 2011 · 2012 · 2013 · 2014 · 2015 · 2016 · 2017 · 2018 · 2019 · 2020 · 2021 · 2022 · 2023 · 2024 · 2025